# Золотая Сова
Золотая Сова (нидерл. De Gouden Uil Literatuurprijs) — бельгийская литературная премия, присуждаемая за литературные произведения, написанные на нидерландском языке. Одна из наиболее значительных премий для литературы на нидерландском языке, оказывающая существенное влияние на известность лауреатов и распространение их произведений.
Премия с 1995 года по 1999 год присуждалась ежегодно в трёх номинациях — художественная литература, детская и юношеская литература, а также документальная проза. Два независимых жюри, каждое состоящее из пяти экспертов из Фландрии и Нидерландов, каждый год в каждой категории номинируют пять книг в шорт-лист. 
С 2000 года присуждается также премия читательских симпатий (нидерл. De Gouden Uil Prijs van de Lezer), заменившая номинацию художественной прозы. Читатели могут голосовать через интернет, а также посредством формуляров, опубликованных в ряде журналов. С 2009 года присуждается премия читательских симпатий в области детской и юношеской литературы. Дважды — в 2001 и 2003 годах — премия в области художественной литературы и премия читательских симпатий были присуждены за одно и то же произведение.
Лауреаты премии в категориях художественной и детской и юношеской литературы получают денежное вознаграждение в сумме 25 тысяч евро и приз, выполненный по проекту бельгийского скульптора Эвера Меулена. Финалисты получают вознаграждение в сумме 1500 евро. Премия основана бельгийскими сетью книжных магазинов Standaard Boekhandel, журналом Humo, телеканалом Canvas и радиостанцией Radio 1.
С января 2006 года премия вручается в Антверпене лично бургомистром (с 2006 года Патрик Янсенс). Церемония вручения транслируется в прямом эфире телеканалом Canvas.
С 2016 года премия «Золотая Сова» называется литературной премией Fintro. Банк Fintro ежегодно присуждает премии в пяти категориях: голландская литература, французская литература, изобразительное искусство, танец и театр, кино и фотография. Победитель (лауреат) в каждой категории получит денежный приз в размере 10 000 евро. Второй и третий финалисты получают по 2000 евро.

## Лауреаты

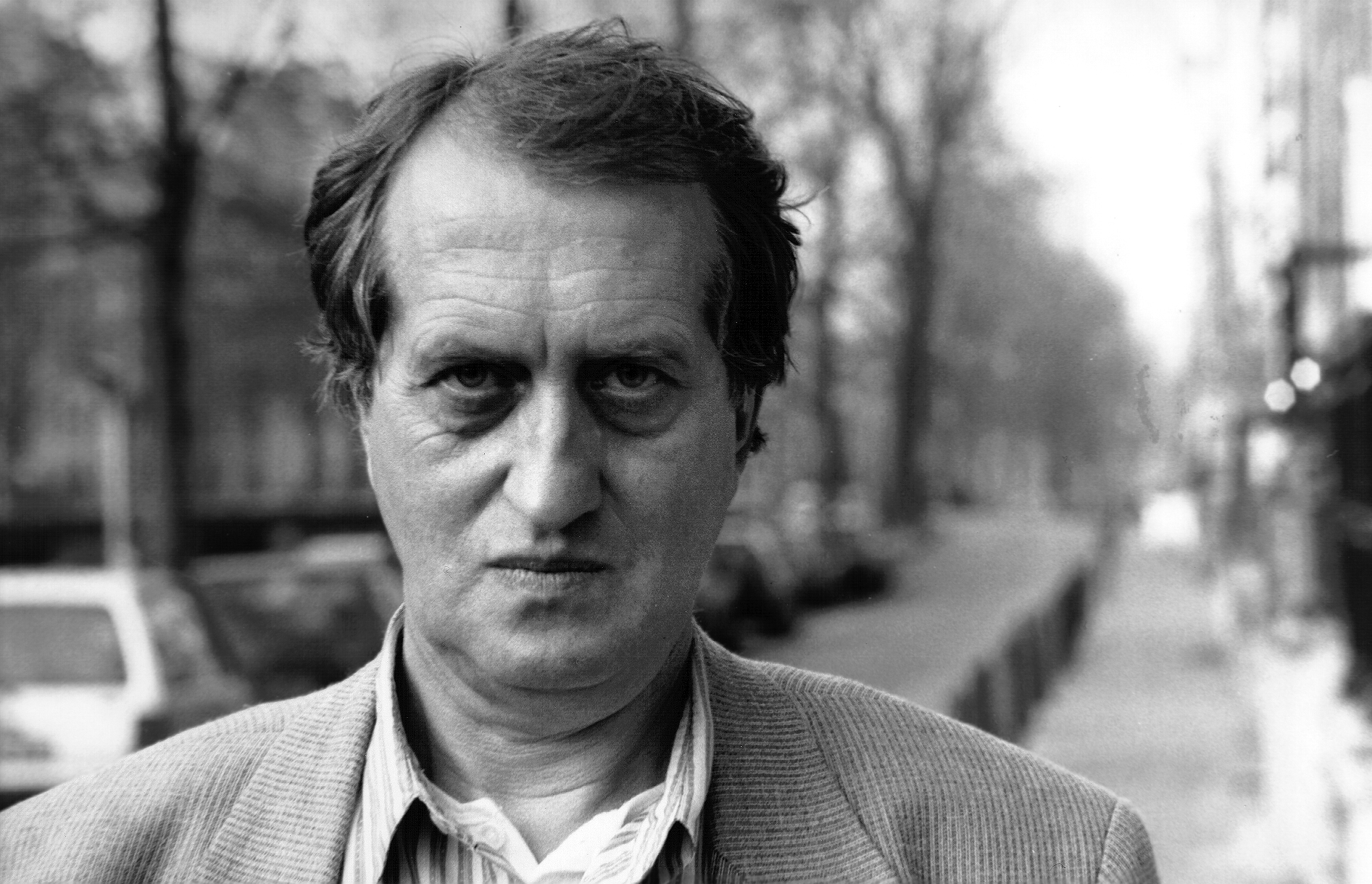
Геррит Комрей

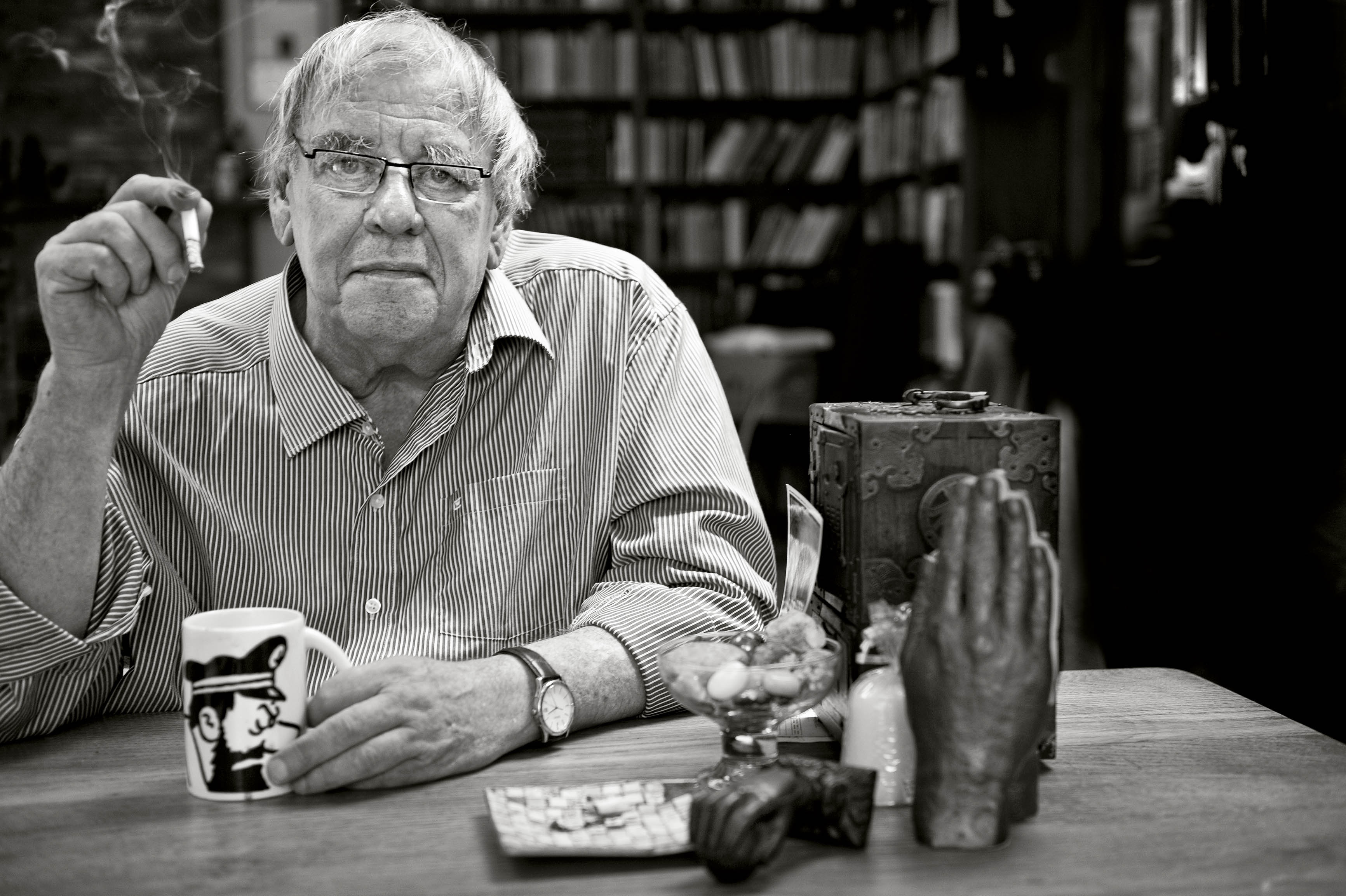
Йерун Брауверс

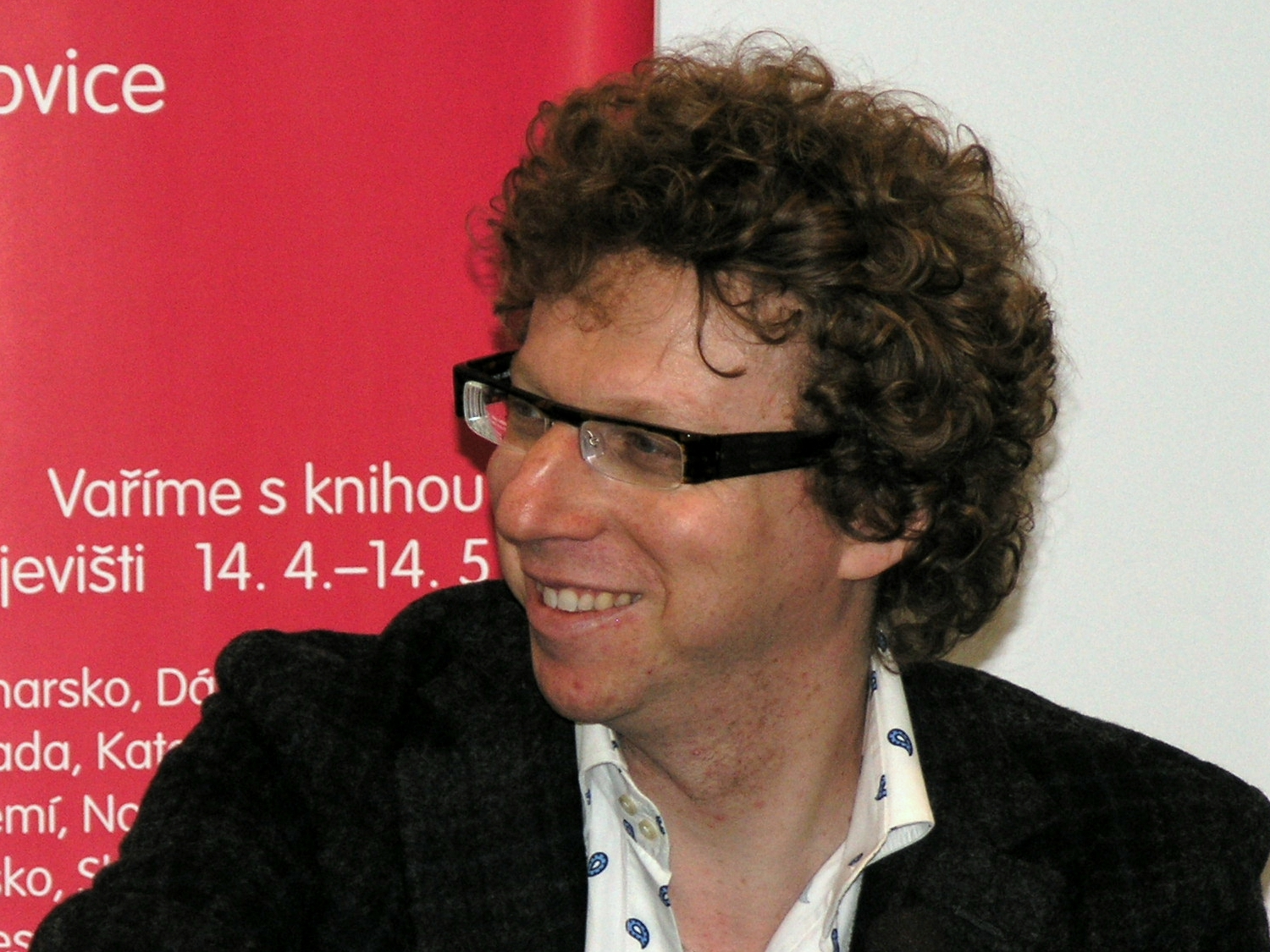
Арнон Грюнберг

### 1995
- Художественная литература: Адриан ван Дис — Indische Duinen
- Детская и юношеская литература: Анне Провост — Vallen
- Документальная проза: Йерун Брауверс — Vlaamse Leeuwen

### 1996
- Художественная литература: Гидо ван Хеулендонк — Paarden Zijn Ook Varkens
- Детская и юношеская литература: Антон Кинтана — Het Boek van Bod Pa
- Документальная проза: Йорис ван Парейс — Frans Masereel, een biografie

### 1997
- Художественная литература: Адрианус Францискус Теодорус ван дер Хейден — Het Hof van Barmartigheid & Onder het Plaveisel het Moeras
- Детская и юношеская литература: Йоке ван Леувен — Iep!
- Документальная проза: Элсбет Этти — Liefde is Heel het leven

### 1998
- Художественная литература: Марсель Мёринг — In Babylon
- Детская и юношеская литература: Петер ван Гестел — Mariken
- Документальная проза: Леонард Блюссе — Bitters Bruid

### 1999
- Художественная литература: Гертен Мейзинг — Tussen Mes en Keel
- Детская и юношеская литература: Рита Версхюр — Jubeltenen
- Документальная проза: Геррит Комрей — In Liefde Bloeyende

### 2000
- Художественная литература: Петер Верхелст — Tongkat
- Детская и юношеская литература: Тоон Теллеген — De Genezing van de Krekel
- Премия читательских симпатий: Том Лануа — Zwarte Tranen

### 2001
- Художественная литература: Йерун Брауверс — Geheime Kamers
- Детская и юношеская литература: Барт Муйерт, Герда Дендовен, Филип Брал — Luna van de boom
- Премия читательских симпатий: Йерун Брауверс — Geheime Kamers

### 2002
- Художественная литература: Арнон Грюнберг — De Mensheid Zij Geprezen
- Детская и юношеская литература: Бас Харинг — Kaas & de evolutietheorie
- Премия читательских симпатий: Петер Верхелст — Memoires van een Luipaard

### 2003
- Художественная литература: Том Лануа — Boze Tongen
- Детская и юношеская литература: Флортье Звигтман — Wolfsroedel
- Премия читательских симпатий: Том Лануа — Boze Tongen

### 2004
- Художественная литература: Хафид Буазза — Paravion
- Детская и юношеская литература: Марта Хесен — Toen Faas niet thuiskwam
- Премия читательских симпатий: Крис де Стоп — Zij kwamen uit het Oosten

### 2005
- Художественная литература: Франк Вестерман — El Negro en ik
- Детская и юношеская литература: Гюс Кейер — Het boek van alle dingen
- Премия читательских симпатий: Патрисия де Мартелере — Het onverwachte antwoord

### 2006
- Художественная литература: Хенк ван Вурден — Ultramarijn
- Детская и юношеская литература: Флортье Звигтман — Schijnbewegingen
- Премия читательских симпатий: Стефан Брейс — De engelenmaker

### 2007
- Художественная литература: Арнон Грюнберг — Tirza
- Детская и юношеская литература: Марьйолейн Хоф — Een kleine kans
- Премия читательских симпатий: Димитри Верхюлст — De helaasheid der dingen

### 2008
- Художественная литература: Марк Реугебринк — Het Grote Uitstel
- Детская и юношеская литература: Сабин Клемент, Мике Версейп, Питер Гаудесабос — Linus
- Премия читательских симпатий: Йерун Брауверс — Datumloze dagen

### 2010
- Художественная литература: Сейс Нотебоом — ’s Nachts komen de vossen
- Детская и юношеская литература: Дитте Мерль — Wild Verliefd
- Премия читательских симпатий: Том Лануа — Sprakeloos
- Премия читательских симпатий в области детской и юношеской литературы: Марита де Стерк — De hondeneters

### 2012
- Художественная литература: Давид Пефко — Het voorseizoen
- Премия читательских симпатий: Стефан Энтер — Grip

### 2013
- Золотая Букская сова: Оук Де Йонг — Pier en oceaan

- Приз читательского жюри: Томми Виеринга — Dit zijn de namen

2014
- Премия читательских симпатий: Стефан Хертманс — Oorlog en terpentijn
- Художественная литература: Йост де Фриз — De republiek

2015
- Премия читательских симпатий: Нинья Вайджерс — De consequenties
- Художественная литература: Марк Шэверс — Orgelman: Felix Nussbaum. Een schildersleven

2016
- С 2016 года вручение премии приостановлено.